# Agostino Bonisoli

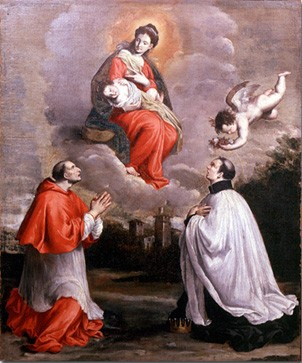
San Carlo Borromeo (a sinistra) e san Luigi Gonzaga pregano la Vergine Maria (1695), museo di Mantova

Agostino Bonisoli (Cremona, 1633 – Cremona, 1700) è stato un pittore italiano, del periodo barocco, attivo mel XVII secolo.

## Biografia
Agostino è stato un pittore italiano del periodo barocco, attivo principalmente a Cremona.
Fu allievo del pittore Giovanni Battista Tortoroli e lavorò con Luigi Miradori.
Robert De Longe (1646 - 1709) è stato uno dei suoi allievi. Il suo stile ispirato a temi storici e il ritratto è simile a quello di Paolo Veronese. Agostino Bonisoli venne  invitato alla corte dal terzo Principe di Bozzolo  (MN) Ferdinando Gonzaga (1643 - 1672), attorno al 1670  e continuò la sua opera sotto il successivo principe Gianfrancesco Gonzaga (1646 - 1703)  mantenendo attiva  l'accademia del nudo  sino alla sua morte , avvenuta per ritenzione di urina, nel 1700. Moltissime sono le sue opere  lasciate nelle chiese del territorio  di Bozzolo

## Opere
- Vita da Sant'Antonio, Chiesa di San Francesco, Cremona
- Carlo Borromeo e Luigi Gonzaga pregano la Vergine Maria (1695), Museo di Mantova
- Pala, Chiesa Castelponzone, frazione di Scandolara Ravara
- I Protomartiri francescani: condanna e uccisione, Treia, Pinacoteca civica 1673[1].